# West Hamlin
West Hamlin è un comune degli Stati Uniti d'America, situato nello Stato della Virginia Occidentale, nella contea di Lincoln.